# Up to the Mountain (MLK Song)
Az "Up to the Mountain (MLK Song)" egy széles körbe énekelt dal, melynek szövegét Patty Griffin írta. Ahogy azt a dal alcímében jelezte is, Martin Luther King 1968-as híres "I've Been to the Mountaintop" beszéde által kiváltott érzelmekre reagál. Kinget a beszéd elhangzását követő napon Memphsben megölték.
Griffin választása, mellyel személetesen, természetközeli módon ábrázolja a gondolat különböző formáit, érzelmek széles tárházát kiválthatja. A kezdetben Isten hívására egy csodálatos válasz érkezik, a dal egyszerre mutatja meg, milyen az, mikor az ember lát mindent, azt is, amit a hegycsúcs eltakar, s azt is bemutatja, ami a nélkülözést és a félelme jellemzi:

Some days I look down,
Afraid I will fall –
And though the sun shines ...
I see nothing at all.

A dal az Istentől érkező megnyugtatással zárul.
Griffin dalszövege elegendő általánosságot tartalmaz ahhoz, hogy mai eseményeken is felcsendülhessen, s mindenki meghallgassa, aki az érzelmek széles tárházával akar találkozni. Így ezeket a szavakat számtalan alkalommal el lehet mondani. A dalt többen jellemezték már evangéliuminak vagy "hagyományalapúnak". Hogy megpróbálja megérteni King céljainak értelmét, Griffin olyan népszerű dalszövegírók nyomdokain haladt, mint a U2 "Pride (In the Name of Love)" és "MLK", James Taylor "Shed a Little Light", számának szerzői és Stevie Wonder, akinek "Happy Birthday" száma.
Bár a dal eredeti elrendezésében annyira egyszerű, hogy csak Griffin hangjára és gitárra volt szükség, mégis úgy hangzik, mintha gospel hatása lenne.
Az "Up to the Mountain" dal először Griffin 2005. tavaszi élő fellépésén hangzott el először nyilvánosan. Előadta ezt saját akusztikus gitárján is, s ezt követően zenekarának elektromos gitárjának kíséretében is. Egy elnagyolt demó felvétel alapján azt a tanácsot adták a soult éneklő Solomon Burke-nek (aki személyesen is ismerte Kinget) hogy vegye fel a dal egy változatát 2006. szeptemberi Nashville című lemezére. Griffin is részt vett a felvételen>; egy háttérrészt énekelt fel. Később ezt mondta: "Szerintem tízszer elénekelte Meg tudtam mondani, mikor énekel jó beállításokkal. Beleborsóztam."
Ezután Griffin felénekelte a dalt magának is, amit lassú zongoraszólam kísért. Ez a 2007. februárban megjelent Children Running Through albumon szerepelt. A Slant Magazine szerint "a dal áhítatos, s anélkül az igény nélkül készítették el, hogy a dal valaha is sláger legyen", míg a BBC egyik riportja szerint "olyan érzést váltott ki, mintha moziszerűen tökéletes lenne."
Az "Up to the Mountain" Kelly Clarkson feldolgozásában lett sokkal népszerűbb. Ebben a változatban Jeff Beck elektromos gitáron játszott. Egy elfojtott kórus is szerepel a dalban, amit csak a vége felé lehet észre venni. Clarkson ezt az American Idol 6. sorozatának karitatív adásában adta elő. Az Idol Gives Back címmel sugárzott műsor bevételeit Afrika szegényeinek és a Kathrina hurrikán károsultjainak ajánlották fel. Ez az esemény a Clarkson és kiadója valamint annak menedzsmentje között folyó, jól dokumentált összecsapás közepén jött el. Azt akarták, hogy Clarkson itt hirdesse új, "Never Again" című dalát. Clarkson szerint ez "túlságosan érzéketlen" lett volna. Ehelyett ő – aki Griffin bevallott rajongója – inkább az "Up to the Mountain" dalt választotta. A nézők felállva tapsolták meg a számot az előadás után; Beck ezután ezt mondta: "olyan kifinomult soul hangja van, amit én nem is reméltem. Teljesen fejbe vert. Nagyon izgalmas volt ezt hallgatni. Egyszer csak elkezdett felállni a nézőközönség. Teljesen megmozgatta őket." Ehhez hasonlóan az Idol zsűrijének egyik tagja, Simon Cowell szerint a műsor legjobb része ez volt.
Röviddel a televíziós adást követően ingyenesen le lehetett tölteni az iTunesról a dalt Clarkson és Beck előadásában. Csak ezekkel a letöltésekkel az "Up To The Mountain" bejutott a Billboard slágerlistákra, ahol a Billboard Hot 100 között az 56. helyen nyitott. Ezzel Griffin dalai közül ez érte el a legjobb helyezést. Clarkson felvette a dalt a 2007-es My December Tour koncertsorozatának programjába, s Reba McEntire-rel közösen előadták a páros 2 Worlds, 2 Voices Tour 2008 koncertsorozatán.